# Christophe Rinero
Christophe Rinero (Moissac, 29 dicembre 1973) è un ex ciclista su strada francese, professionista dal 1996 al 2008.

## Carriera
Passato professionista nel 1996 con la squadra francese Mutuelle de Seine-et-Marne, ha abbandonato il professionismo nel 2008 per tornare alle gare dilettantistiche. È stato vincitore della maglia a pois al Tour de France 1998, terminanndo quarto nella classifica generale; nello stesso anno ha vinto anche il Tour de l'Avenir. Nelle stagioni successive non è più riuscito a ripetere le prestazioni del 1998, ottenendo solo una vittoria nel 2002.

## Palmarès
- 1996

1ª tappa Tour de l'Ain
- 1998

2ª tappa Grand Prix du Midi Libre
Classifica generale Tour de l'Avenir
7ª tappa Tour de l'Avenir
9ª tappa Tour de l'Avenir
1ª tappa Tour du Limousin
- 2002

2ª tappa Tour du Limousin

### Altri successi
- 1998

Classifica scalatori Tour de France

## Piazzamenti

### Grandi Giri
- Tour de France

1997: 115º
1998: 4º
1999: 79º
2001: ritirato (7ª tappa)
2004: 92º
2006: 41º
2007: 77º